# Kurszusatz
Ein Kurszusatz ist im Börsenhandel ein Kürzel oder eine Abkürzung, die an einen Börsenkurs angehängt wird und weitere Rückschlüsse auf die Kursbildung zulässt. 

## Allgemeines
Die Kurszusätze finden sich sowohl in Online-Kursauskunftssystemen als auch in den Kurslisten gedruckter Publikationen. Sie stellen eine Börsenusance dar und sollen dem Leser Hinweise darauf geben, wie ein Kurs zustande gekommen ist.

## Verwendete Kürzel und Abkürzungen
Die beiden ersten Kurszusätze gibt es sowohl im elektronischen als auch im Parketthandel:
- eB, auch xB oder exB (ex Bezugsrecht) bedeutet, dass an diesem Tag ein Kursabschlag in der Höhe des errechneten Wertes des Bezugsrechtes (für die Ausgabe neuer Aktien) vorgenommen wurde
- eD, auch xD oder exD (ex Dividende, Ex-Tag) bedeutet, dass an diesem Tag ein Kursabschlag in Höhe der von der Hauptversammlung festgelegten Dividende vorgenommen wurde.

Alle übrigen Kurszusätze existieren nur noch im Parketthandel und werden vom Skontroführer gepflegt:
- rG (repartiert Geld) bedeutet, dass in diesem Wertpapier Nachfrage vorhanden war, die nur teilweise durch Repartierung befriedigt werden konnte.
- rW (repartiert Ware) bedeutet, dass in diesem Wertpapier Angebot vorhanden war, das nur teilweise Käufer fand.
- B (Brief) bedeutet, dass in diesem Wertpapier zwar Angebot vorhanden war, jedoch zum geforderten Preis keine derartigen Wertpapiere nachgefragt wurden (Unterschied zum Kurszusatz W).
- bB (bezahlt Brief) bedeutet, dass in diesem Wertpapier zwar Umsätze getätigt wurden, aber zum geforderten Preis immer noch mehr Angebot als Nachfrage vorhanden ist.
- ebB (etwas bezahlt Brief) bedeutet, dass in diesem Wertpapier zwar Umsätze getätigt wurden, aber zum geforderten Preis immer noch deutlich mehr Angebot als Nachfrage vorhanden ist.
- G (Geld) bedeutet, dass in diesem Wertpapier zwar Nachfrage vorhanden war, jedoch zum gebotenen Preis keine derartigen Wertpapiere angeboten wurden.
- bG (bezahlt Geld) bedeutet, dass in diesem Wertpapier zwar Umsätze getätigt wurden, aber zum gebotenen Preis immer noch mehr Nachfrage als Angebot vorhanden ist.
- ebG (etwas bezahlt Geld) bedeutet, dass in diesem Wertpapier zwar Umsätze getätigt wurden, aber zum gebotenen Preis immer noch deutlich mehr Nachfrage als Angebot vorhanden ist.
- W (Ware) bedeutet, dass in diesem Wertpapier zwar Angebot vorhanden war, hierfür jedoch keine Nachfrage bestand.
- T (Taxe) bedeutet, dass es keinen gehandelten Kurs gibt. Wird vom zuständigen Skontroführer geschätzt.
- X bedeutet einen Fehlerhaften Kurs. Ein Geschäft, das zu diesem Kurs zu Stande gekommen ist, wurde zurückgezogen bzw. annulliert.

Daneben wird an einigen Börsen die Aktie selbst nicht numerisch unterschieden (wie durch die WKN), sondern durch ein Buchstabenkürzel (englisch Ticker Symbol). Ein Beispiel hierfür ist „DAI“ für die Daimler AG an der NYSE. Die Abkürzung lässt nicht immer Rückschlüsse auf den Unternehmensnamen zu (vgl. „DNA“ für Genentech).

## Kurszusätze heute
Mit der Umstellung des Frankfurter Parketthandels auf die Xetra-Technologie im Mai 2011 sind die Kurszusätze weitestgehend abgeschafft worden. Lediglich zwei Zusätze werden heute noch verwendet, XB für „Xetra Best-Preise“ und BB für „Anleihenpreise“ von Bundesanleihen, die unter Aufsicht der Bundesbank wie vormals beim Fixing zustande kommen. Der Präsenzhandel mit Zuruf auf dem Parkett endete am 20. Mai 2011.